# پاتریشیا موران
ماریا بلانکا کاریداد اوگیلوی کلارک پرالتا (انگلیسی: María Blanca Caridad Ogilvie Clark Peralta؛ ۱۰ سپتامبر ۱۹۲۵ – ۲۴ اکتبر ۲۰۲۲) مشهور به پاتریشیا موران، بازیگر اهل مکزیک بود. او همسر اسکار فلورس سانچز، فرماندار چی‌واوا، بود که از سال ۱۹۶۸ تا ۱۹۷۴ در این مقام خدمت کرد. موران در ۹۷ سالگی در مکزیکوسیتی درگذشت.